# اس‌اس هنری
اس‌اس هنری (به انگلیسی: SS Henry) یک کشتی بود. این کشتی در سال ۱۹۰۷ ساخته شد.